# نهر ماروني
نهر ماروني (بالفرنسية: Maroni، بالهولندية:Sranan Tongo) هو نهر في أمريكا الجنوبية يشكل الحدود بين غويانا الفرنسية وسورينام.